# Seferovci (Srbac)
Seferovci (szerbül: Сеферовци), település Bosznia-Hercegovinában, Srbac községben, Bosanska krajina területén, a Szerb Köztársaságban. 

## Fekvése
Bosznia-Hercegovina északi részén, Banja Lukától légvonalban 54, közúton 73 km-re északkeletre, községközpontjától légvonalban 17, közúton 23 km-re keletre, a Motajica-hegység északi részén, az Osovica-patak völgyében, 118-360 méteres tengerszint feletti magasságban található. 

## Népessége
| Nemzetiségi csoport | Népesség 1991 | Népesség 2013 |
| ------------------- | ------------- | ------------- |
| Szerb               | 293           | 241           |
| Bosnyák             | 0             | 1             |
| Horvát              | 0             | 0             |
| Jugoszláv           | 13            | 0             |
| Egyéb               | 1             | 1             |
| Összesen            | 307           | 243           |

## Története
A település a középkori Osovica kolostorhoz tartozó területen jött létre. A régi kolostor Usor területéhez tartozott, amely II. Vladislav, Stefan Dragutin fia uralma alatt állt. Először a 16. század elején rombolták le, amikor a törökök meghódították Boszniát. A kolostor lerombolása után muszlimok telepedtek le ezen a területen, amely sokáig természetes határ is volt az osztrák és oszmán birodalmak között. A 17. század folyamán többször átépítették. Az Osovica kolostort a stupljei kolostorral együtt számos dokumentum említi, és a kolostor sorsa is szorosan összefügg a stupljei kolostorral, mert együtt szenvedtek az osztrák-török háborúkban, amelyeket ezen a területen vívtak a 17. és 18. században. A 19. század elején a kobaši török kapitány a romos kolostortemplom összes kövét eladta az osztrákoknak házépítés céljára, csak az alapok maradtak.
A térség 1878-ig tartozott az Oszmán Birodalomhoz, ekkor a berlini kongresszus határozata alapján az Osztrák-Magyar Monarchia része lett. 1879-ben az első osztrák-magyar népszámlálás során a Derventi járáshoz tartozó településnek 10 háztartása és 67 ortodox lakosa volt. A monarchia szétesésével 1918-ban előbb a Szerb-Horvát-Szlovén Királyság, majd 1929-től a Jugoszláv Királyság része. Az 1929-es törvény értelmében, amikor Bosznia-Hercegovinát négy banovinára, Drinskára, Vrbaskára, Zetskára és Primorskára osztották, a település a Vrbaska banovina része lett, amelynek székhelye Banja Luka volt Jugoszlávia megszállása után a Független Horvát Állam (NDH) része lett. A második világháború után a település a szocialista Jugoszláviához tartozott. A daytoni békeszerződést követő területfelosztásnál a település Srbac község részeként a Szerb Köztársaság területéhez került.

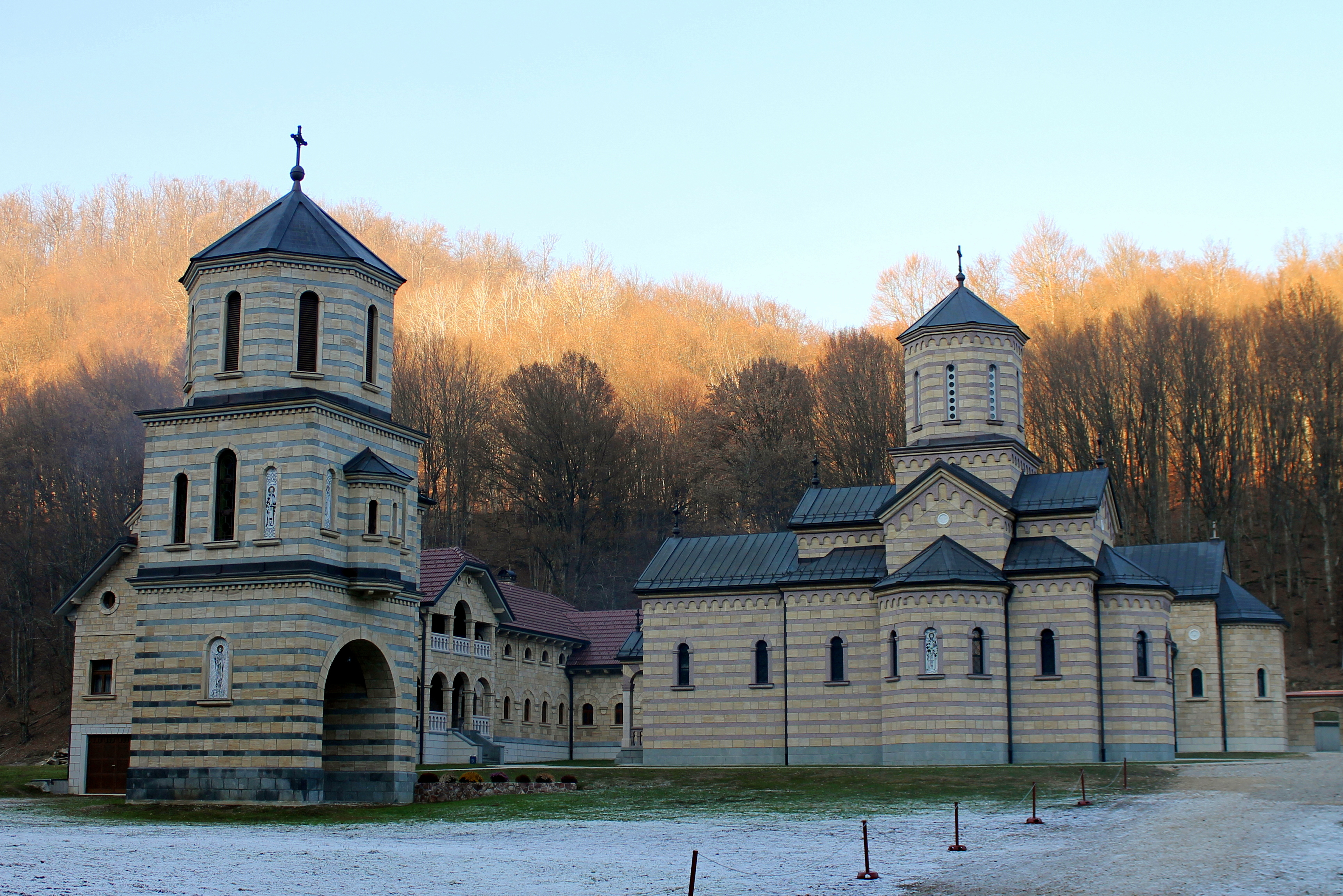
Az Osovica kolostor épületegyüttese

## Nevezetességei
A település déli részén, a Motajica-hegység területén, az Osovica-patak völgyében található az Osovica ortodox kolostor épületegyüttese. A kolostort a középkori kolostor alapjain építették újjá. A kolostor alapjait 2003-ban fedezték fel a Manastište nevű lelőhelyen, az Osovica-patak közelében. Az alapítás kora a 13. század végére vagy a 14. század elejére nyúlik vissza. A kolostor felújítása, amely 2003-ban kezdődött, még mindig tart. Templom, fogadó, ebédlő épül. 2017. július 25-én a kolostort Irinej szerb pátriárka jelenlétében szentelték fel.

## Fordítás
- Ez a szócikk részben vagy egészben  a(z)   Манастир Осовица című szerb Wikipédia-szócikk ezen változatának fordításán alapul.  Az eredeti cikk szerkesztőit annak laptörténete sorolja fel. Ez a jelzés csupán a megfogalmazás eredetét és a szerzői jogokat jelzi, nem szolgál a cikkben szereplő információk forrásmegjelöléseként.